# Edegem
Edegem es una localidad y municipio de la provincia de Amberes en Bélgica. Sus municipios vecinos son Aartselaar, Amberes, Hove, Kontich y Mortsel. Tiene una superficie de 8,7 km² y una población en 2020 de 22.261 habitantes, siendo los habitantes en edad laboral el 59% de la población.

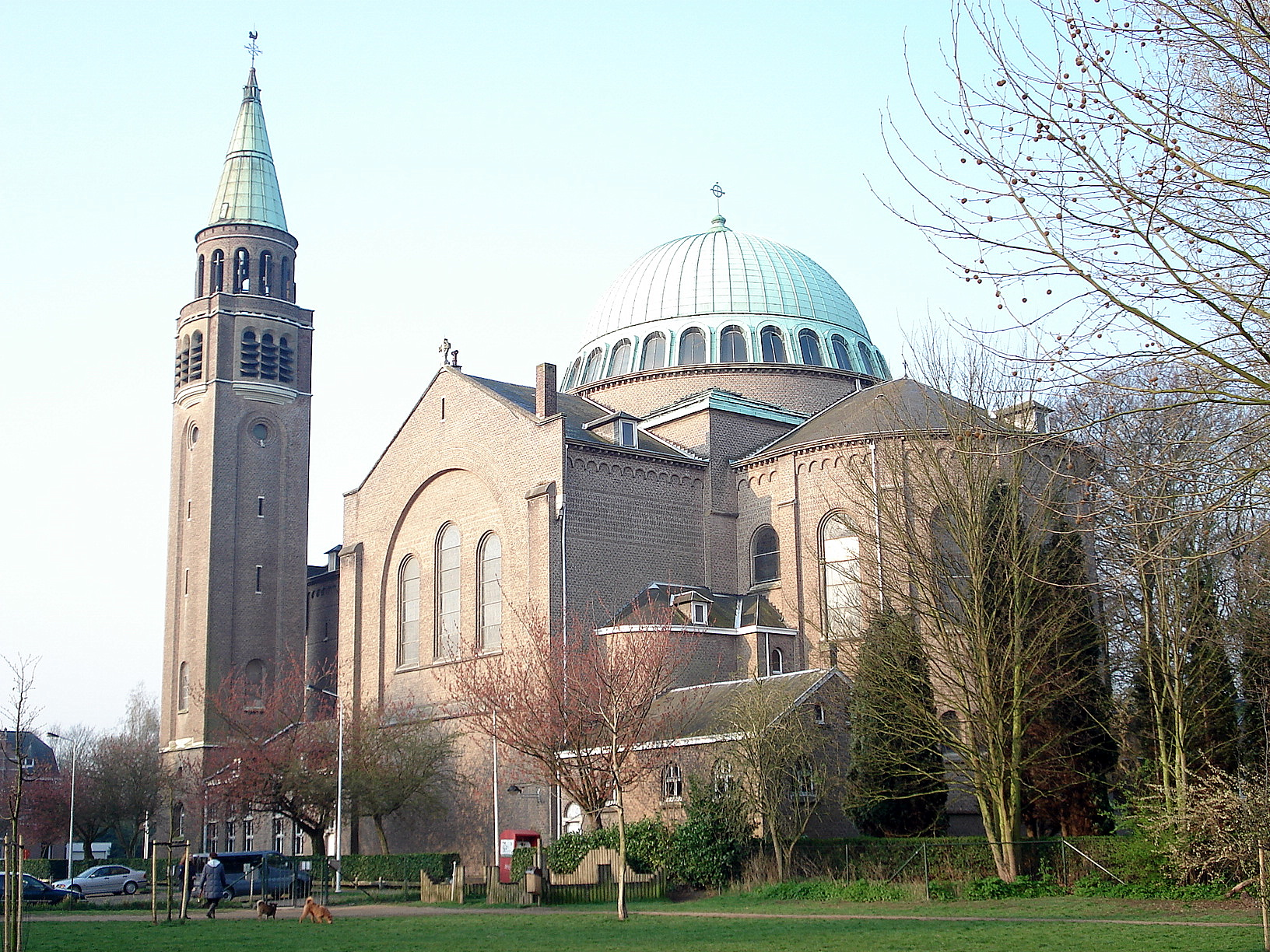
Basílica.

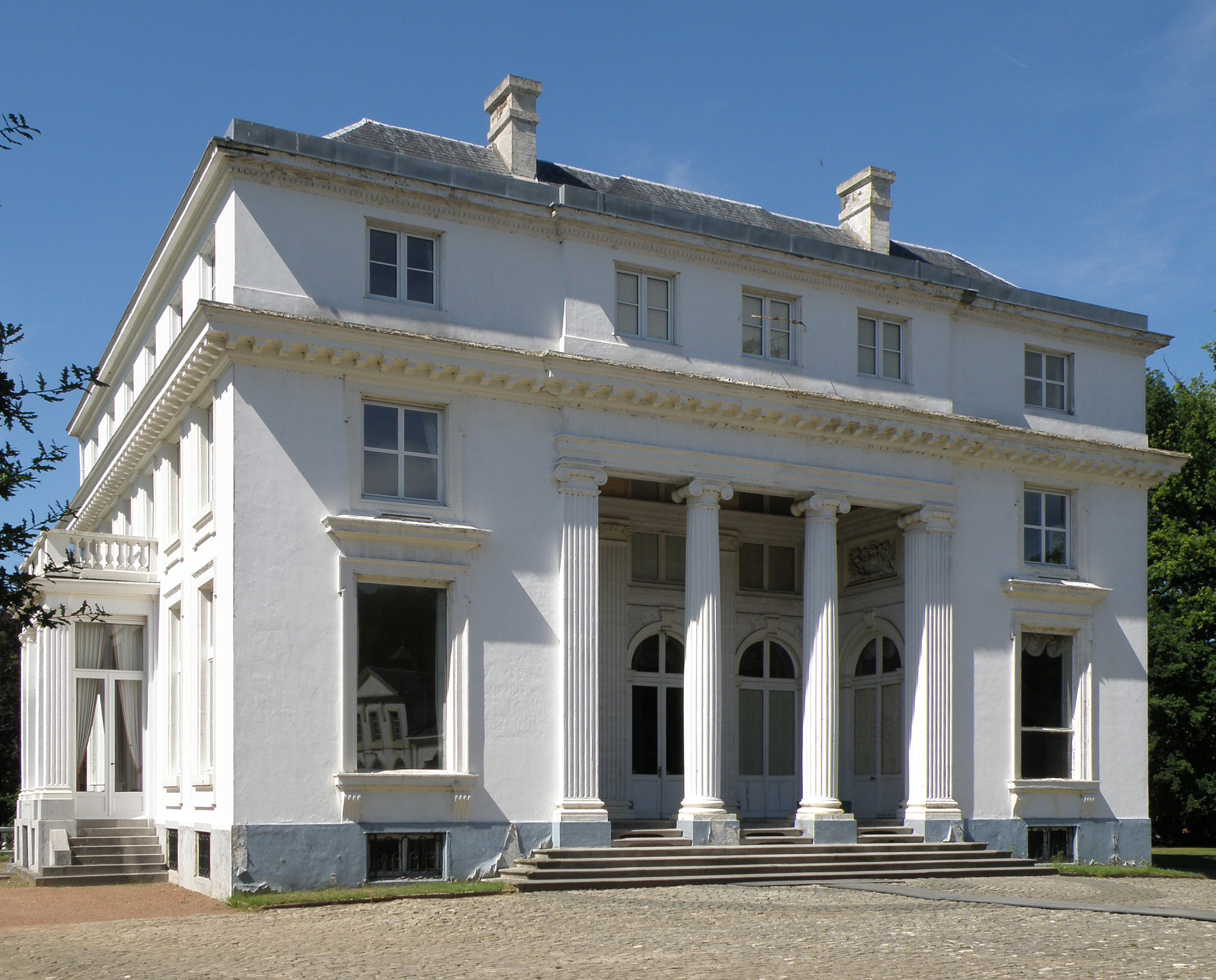
Castillo de Hof Ter Linden.

Además del centro de la localidad, el municipio cuenta con tres aldeas: Elsdonk, Molenveld y Buizegem.

## Historia

### Edad Media
En 1173 Edegem se mencionó por primera vez en una carta bajo su antiguo nombre Buyseghem. El documento en cuestión tramitaba la transferencia de la iglesita de Buizegem a un nuevo pastor. El obispo de Cambrai, a cuya diócesis pertenecía la zona de Edegem, donó la Iglesia Saint-Géry de "Buyseghem" a su capítulo. Este capítulo obtuvo así el derecho a recaudar impuestos en forma de "diezmos", pero tenía que hacerse también responsable del mantenimiento y el nombramiento del pastor de la iglesia. Así, la parroquia Buizegem y con ella entra Edegem oficialmente en la historia.
Debido a todo tipo de circunstancias, la iglesia fue en aprox. 1300 abandonada por el culto y en la aldea de Edegem (entonces Adingaheem) nació una nueva y vibrante iglesia como centro parroquial. Si bien solo quedaba una pequeña iglesia y un antiguo cementerio en Buizegem, alrededor de la nueva Iglesia de San Antonio de Edegem se desarrolló un centro urbano. A finales de la Edad Media el nuevo centro del pueblo Edegem experimentó un aumento.
Desde 1387 el pueblo estuvo sujeto al Señor De Cantecroy de Mortsel. Se nombraron funcionarios del castillo de Mortsel, siendo el más notorio el alguacil o escoria . Este alguacil o escoria era el jefe de la administración civil y judicial. Junto con los regidores y el secretario-registrador formó el alguacil el banco del concejal, también llamado "la ley". Además de una función administrativa, el banco del concejal también tenía una función judicial.
Entre 1500 y 1830 Edegem, como tantos otros pueblos Antuerpienses, tuvo que lidiar con períodos de guerra y paz alternados. Posteriormente, en 1566 la iconoclasia causaba estragos en la iglesia, los acontecimientos de las guerras de religión y la lucha entre el Norte y el Sur de los entonces Países Bajos se sucedían incesantemente. En 1585, cuando los Españoles  sitiaron Amberes y sus tropas se acercaron a la ciudad del Escalda desde el campo abierto, la iglesia del pueblo de Edegem fue incendiada. Afortunadamente el fuego fue extinguido por los habitantes que permanecieron allí. Es el tiempo de las ciudades quemadas, la plaga de lobos y el miedo peste negra.

### Antiguo régimen
Alrededor del cambio de siglo 1600 había 85 casas, de las cuales unas 38 estaban vacías. Tras la Tregua de los doce años , de 1609 a 1621 , que había traído algo de alivio, la Retorsión en toda su vehemencia a lo largo de los años 1632-1642, cuando el clero y los miembros de la administración del pueblo fueron considerados proscritos y sus vidas estuvieron constantemente amenazadas. Con la Paz de Münster volvió a haber algo de paz, que se reflejó en las reparaciones del edificio de la iglesia y el embellecimiento gradual su interior.
El final de siglo 17 estuvo marcado por las guerras de Luis XIV, mientras que Edegem, como todas las demás aldeas, en 1797 tuvo que lidiar con la "Hora cerrada"cuando todos los lugares de culto tuvieron que ser cerrados.
El siglo 19 trajo pocos cambios a la tranquila aldea. Edegem siguió siendo lo que siempre había sido, un pueblo agrícola cuya buena tierra era alabada. En 1830 se condujo una guerra de artillería bastante feroz en el Molenveld, entre voluntarios belgas y tropas holandesas.

### Tiempos modernos
Desde el cambio de siglo, pero aún más desde la Segunda Guerra Mundial, Edegem se ha convirtido en un asentamiento sólido y sindo cada vez más en una villa. Entre 1925 y 1930 el distrito de Elsdonk y una serie de pizarras o avenidas rurales se establecieron en la dirección de Kontich . Posteriormente, se produjo la mayor metamorfosis, con las adjudicaciones de Molenveld y Buizegem, que trajeron una nueva corriente de inmigrantes a Edegem. Los ni siquiera 1.000 habitantes que entraron al municipio en 1831 habían aumentado en 1930 hasta casi 7.000 habitantes y en 1972 se registraron 20.000 residentes. La población contada en 1981 alcanzó el pico de 23.802 habitantes.

## Demografía

### Evolución
Todos los datos históricos relativos al actual municipio, el siguiente gráfico refleja su evolución demográfica.
| Gráfica de evolución demográfica de Edegem entre 1846 y 2020 |
|                                                              |

La ausencia de industria hace de Edegem una típica ciudad dormitorio de la cercana Amberes.

## Monumentos
- Basílica de Nuestra Señora de Lourdes, construida en 1884 en principio como una cueva, análoga a la francesa de Lourdes, como lugar de culto de peregrinos cristianos. Tras la Primera Guerra Mundial el ayuntamiento y las instituciones religiosas locales decidieron construir un lugar de culto cerca del sitio de la cueva debido a la gran cantidad de peregrinos que la visitaban. La iglesia fue diseñada por el arquitecto Louis De Vooght para ser una basílica neo-bizantina, terminándose la construcción en 1933. En 2008, el Papa Benedicto XVI dio a la Basílica de Edegem el estatuto oficial de basílica menor.

- Sint-Antoniuskerk (Iglesia de San Antonio), es una iglesia gótica construida entre los siglos XVI y XVII, no abierta al público.

- Castillo de Hof Ter Linden, una villa neoclásica construida en el siglo XV y reconstruida en el XVII tras ser destruida en guerras. Un callejón de árboles tilos plantados en el siglo XVIII conecta el castillo con Sint-Antoniuskerk.

## Personas notables de Edegem
- Marie Gevers, escritora.
- Leo Tindemans, político.
- Ilse Heylen, deportista de yudo.
- Serge Pauwels, ciclista.
- Marcel Janssens, ciclista.
- Netsky, músico.
- Christine Van Broeckhoven, bióloga molecular.
- Willy Vandersteen, creador de cómics.